# Горбачёв, Емельян Григорьевич
Емельян Григорьевич Горбачёв (31 июля (12 августа) 1892, Киев — 24 октября 1965, Киев) — киевский рабочий-революционер, участник борьбы за установление советской власти на Украине.

## Биография
Родился 31 июля (12 августа) 1892 года в Киеве в семье рабочего. Член РСДРП(б) с 1910 года. В 1911 году избран секретарём Шулявского комитета РСДРП в Киеве; в 1913 году выслан в Нарымский край.
После Февральской революции 1917 года — член Киевского комитета РСДРП(б), делегат VII (Апрельской) конференции РСДРП(б). Вёл активную работу, прежде всего среди рабочих железнодорожного узла, Южнорусского машиностроительного завода, гильзовой фабрики «Дуван», трикотажной фабрики, завода Фильверта и Дедина. 
В 1918-1920 годах — директор завода «Гужон» в Москве.
В 1923-1931 годах — заместитель наркома, нарком труда УССР. В 1931-1954 годах — на руководящей хозяйственной и профсоюзной работе. В 1933—1935 годах — директор Орско-Халиловского комбината. До 1937 года — заместитель директора НИИ черной металлургии. С апреля 1937 года — директор Верх-Исетского и Алапаевского металлургического заводов.
На IX—X съездах КП(б)избирался членом ЦК КП(б)У. Был членом ВУЦИК и ЦИК СССР. Депутат Верховного Совета УССР 2-го и 3-го созывов.
С 1954 года — персональный пенсионер.
Жил в Киеве, в 1948-1965 годах на Брест-Литовском проспекте № 22.
Умер 24 октября 1965 года. Похоронен на Байковом кладбище (участок № 1).
Именем Емельяна Горбачёва в 1966 году была названа улица в жилом массиве Нивки города Киева. Позже была переименована в Галагановскую.

## Награды
- Орден Трудового Красного Знамени;
- медали.